# ジャンボ鶴田試練の十番勝負
ジャンボ鶴田試練の十番勝負（ジャンボつるたしれんのじゅうばんしょうぶ）は、1976年から1979年にかけて全日本プロレスで行われた番勝負である。

## 概要
全日本プロレスの旗揚げ後に企画されたジャイアント馬場の「世界選手権争覇十番勝負」とザ・デストロイヤーの「覆面世界一決定十番勝負」が成功裏に終了し、これらに続く企画として、当時全日本の次期エースとして成長著しかったジャンボ鶴田をさらに大きく育てるため、世界の強豪選手10人を相手として行われた。試合形式はすべて60分3本勝負。

## 戦歴
- 第1戦 1976年3月10日 両国日大講堂 バーン・ガニア
- 第2戦 1976年3月28日 蔵前国技館 ラッシャー木村
- 第3戦 1976年6月11日 蔵前国技館 テリー・ファンク
- 第4戦 1976年7月17日 三萩野体育館 ビル・ロビンソン
- 第5戦 1976年9月9日 大阪府立体育館 ボボ・ブラジル
- 第6戦 1976年10月22日 愛知県体育館 アブドーラ・ザ・ブッチャー
- 第7戦 1976年12月2日 川崎市体育館 クリス・テイラー（ミュンヘン五輪レスリング銅メダリスト）
- 第8戦 1977年6月11日 世田谷区体育館 ハーリー・レイス
- 第9戦 1977年7月28日 品川スポーツセンター[1] 大木金太郎
- 第10戦 1979年1月5日 川崎市体育館 フリッツ・フォン・エリック

## 内容、エピソード
- 実行委員長は、「プロが栄えればアマも栄える」と鶴田にプロ入りを勧めたレスリング界のドン八田一朗であった。試合開始前にはタイトルマッチ並みに実行委員長の十番勝負認定宣言が行われた。
- 通算成績は鶴田側から見て4勝（ブラジル、ブッチャー、テーラー、エリック）2敗（テリー、レイス）4引き分け（ガニア、木村、ロビンソン、大木）であった。
- 木村戦で鶴田は1977年にプロレス大賞の年間最高試合賞を受賞している。
- 対戦相手は一般公募を基礎に全日本側で選考されたが、発表された一般公募の上位15人の中には新日本プロレスのエースアントニオ猪木や外人エースのアンドレ・ザ・ジャイアントの名もあった。
- 第3戦のテリー・ファンク戦と第8戦のハーリー・レイス戦ではNWA世界王座が賭けられ、第9戦の大木金太郎戦は鶴田の保持するUN王座と大木の保持するアジアヘビー級王座のダブルタイトルマッチになった。

## その他の番勝負
この企画のヒットを受けて、その後も類似の企画が次期エース育成のために用意された。全日本プロレス、あるいはその主力選手の大半が移籍したプロレスリング・ノアを中心にこの長期戦が実施されている。以下はその例である。

### 全日本プロレス
タイガーマスク（2代目）
ヘビー級転向後の1986年から1988年にかけて「猛虎七番勝負」が行われた。対戦相手はザ・グレート・カブキ（番外戦）、谷津嘉章、フランク・ランカスター、リック・フレアー、阿修羅・原、天龍源一郎、テッド・デビアス、ジャンボ鶴田。対戦成績は3勝4敗（ランカスター、原、デビアスに勝利）。
小橋健太
1990年1月の新春ジャイアントシリーズで「小橋健太試練の七番勝負」が行われた。対戦相手は谷津嘉章、ザ・グレート・カブキ、ランディ・ローズ、リップ・ロジャース、デイビーボーイ・スミス、ジャンボ鶴田、アブドーラ・ザ・ブッチャー。対戦成績は2勝5敗（ローズ、ロジャースに勝利）。
田上明
1991年1月の新春ジャイアントシリーズで「田上明炎の七番勝負」が行われた。対戦相手は、ダニー・スパイビー、ジャイアント・キマラ、川田利明、ジョニー・エース、小橋健太、アブドーラ・ザ・ブッチャー、三沢光晴。対戦成績は3勝4敗（キマラ、エース、小橋に勝利）。最終戦の三沢戦は三沢のタイガードライバー'91初披露の試合となった。
秋山準
1993年1月の新春ジャイアントシリーズで「秋山準試練の七番勝負」が行われた。対戦相手は、スティーブ・ウィリアムス、テリー・ゴディ、アル・ペレス、川田利明、スタン・ハンセン、ジョニー・スミス、三沢光晴。対戦成績は2勝5敗（ペレス、スミスに勝利）。
マウナケア・モスマン
ヘビー級転向後の1998年8月から9月にかけて「マウナケア・モスマン試練の七番勝負」が行われた。対戦相手は、田上明、ウルフ・ホークフィールド、川田利明、ジャイアント・キマラ、小橋健太、ジョニー・スミス、三沢光晴。対戦成績は3勝4敗（ホークフィールド、キマラ、スミスに勝利）。
諏訪間幸平
デビューからわずか2ヵ月にして、2004年から「諏訪間幸平試練の七番勝負」が行われた。対戦相手は、ベイダー、小島聡、佐々木健介、ジャマール、太陽ケア。対戦成績は0勝5敗。途中でヒールターンしたため、最後まで行われなかった。
大森北斗
デビュー一周年の2019年、地元北海道にて「大森北斗 北海道試練の三番勝負」が行われた。対戦相手は、大森隆男、岩本煌史、ヨシタツ。対戦成績は0勝3敗。
ライジングHAYATO（愛媛プロレス）
全日本プロレスへの3ヵ月の定期参戦の初月である2020年1月、「ライジングHAYATO試練の3番勝負」が行われた。対戦相手は、ゼウス、石川修司、崔領二。対戦成績は0勝3敗。
本田竜輝
2021年1月の入団直後に開始。正式名称は「本田竜輝 試練の七番勝負 〜高校からレスリングを始めた僕が、老舗プロレス団体に飛び込みで参戦を直訴し、正式入団を果たしたのちに、トップ選手への階段を登るための試練の七番勝負〜」。対戦相手は、石川修司、ヨシタツ、芦野祥太郎、岩本煌史、ゼウス、宮原健斗、ジェイク・リー。対戦成績は0勝7敗。
このほか、特定の1選手による10番勝負的なイベントではないが、1989年に外国人レスラーのダイナマイト・キッド・デイビーボーイ・スミス組対ダニー・クロファット・ダグ・ファーナス組による「タッグマッチ5番勝負」が行われた事例もある。

### プロレスリング・ノア
潮崎豪
2005年1月シリーズで「潮崎豪七番勝負」として行われ、三沢・小橋・田上・秋山らと対戦した。
青木篤志
「青木篤志閃光十番勝負」として2007年12月から2010年2月にかけて10戦行われた。
谷口周平
「谷口周平驀進十番勝負」として2008年1月から2010年8月にかけて10戦行われた。
岡田欣也
「岡田欣也道場七番勝負」として2021年6月にNOAH道場マッチ「NOAH THE home」で行われた。

### その他の団体
藤波辰巳（新日本プロレス）
「飛龍十番勝負」と命名された。1982年から開始され第1戦の相手にはWWF王者ボブ・バックランドを迎えた。アブドーラ・ザ・ブッチャーはこの時期新日本に移籍しており、こちらでも対戦相手に起用されている。他の相手はハルク・ホーガン、ディック・マードック、カネック、ジェシー・ベンチュラなど（マードックも全日本からの移籍組だが、鶴田の十番勝負には起用されなかった）。なお、なぜか十番に到達する前に消滅している。
黒潮"イケメン"二郎（WRESTLE-1）
「イケメン試練の七番勝負」と命名された。2016年1月から開催。同年中は第六戦までしか行われず、第七戦はイケメンのW-1退団後・WWE移籍前の2019年12月23日に行われた。
対戦相手はウルティモ・ドラゴン、関本大介、高木三四郎、葛西純、グレート・ムタ、飯伏幸太、船木誠勝。
黒木千里（JWP女子プロレス）
ハリウッド・ストーカー市川（DRAGON GATE）
彩羽匠（スターダム）
長年王道マットを裁いてきた和田京平が提案した。
ウナギ・サヤカ（スターダム）
2020年11月より参戦のウナギのさらなる成長を期待して2021年2月に「ウナギ・カブキ7番勝負」が行われた。結果はジュリア、AZM、岩谷麻優、ひめか、小波、ビー・プレストリー、朱里相手に全敗。この「育成期間」を経て、ウナギは同年4月にスターダムに正式入団。
ももいろクローバーZ（アイドル）
「『ももクロChan』Presents ももいろクローバーZ 試練の七番勝負」と命名されたトークイベント。